# Albert Jacquemart
Albert Jacquemart (* 1. Januar 1808 in Paris; † 14. Oktober 1875 ebenda) war ein französischer Beamter, Maler, Zeichner und ein bedeutender Sammler von Keramiken.

## Leben
Jacquemart war ein Sohn von François Jacquemart und dessen Frau Marie Julie (geborene Adnet). Er besuchte zunächst die École des Beaux-Arts, wo er die Malerei erlernte. Doch schien dies eher ein Grundstudium, gewesen zu sein, das er für seine weitere Laufbahn benötigte. Er widmete sich zeichnerisch der Anatomie und fertigte Zeichnungen für die Annales Francaises et Etrangères d’Anatomie et de Physiologie von François-Aman Bazin und Jean-Louis-Maurice Laurent an. Diese Arbeiten brachten ihm die Bestellung mehrerer Pergamente für die Bibliothek des Museums ein. Er nahm mit einigen davon an den Salons von 1834 und 1836 teil.
Jacquemart trat im Jahr 1825 in die Zollverwaltung, für die er bis zu seiner Pensionierung im Jahr 1874 tätig war. Er war zunächst einfacher Angestellter, dann stellvertretender Leiter und ab 1865 Bürovorsteher. Er engagierte sich zeitlebens in künstlerischen Kreisen, war Mitglied der Kommission der Geschichte der Arbeit (französisch membre de la Commission de l’histoire du travail) der Weltausstellung 1867 in Paris und des Organisationskomitees für Ausstellungen der Union centrale des Beaux-Arts appliqués à l’industrie. Er war zudem Mitglied der Société libre des Beaux-Arts de Paris, für die er um 1839 als Sekretär er 1859 als Vizepräsident aktiv war. Nach seinem Tod kaufte Adrien Dubouché (1818–1881), ein Geschäftsmann und Kunstliebhaber, seine Sammlung orientalischer Keramik und schenkte sie dem Porzellanmuseum Limoges.

## Familie
Jacquemart heiratete im Oktober 1833 in der Kirche St-Denys-du-Saint-Sacrement Louise Emilie (geborene Labbé), mit der er mindestens vier Kinder hatte:
- Louise Pauline Jacquemart (20. September 1834–1885)
- Marie Louise Jacquemart (* 21. November 1835)
- Ferdinand Jules Jacquemart (8. September 1837–26. September 1880), wurde Kupferstecher und Radierer.
- Marie Augustine Jacquemart (29. Oktober 1844–1912) ⚭ Émile Masson (1833–1912) Fregattenkapitän, Gouverneur in Gabun

Er wurde im Familiengrab auf dem Cimetière du Père-Lachaise beigesetzt.

## Ehrungen
- 1869: Ritterkreuz der Ehrenlegion

## Werke (Auswahl)
Als Blumenmaler und Zeichner blieb er ein Dilettant, aber als Kunstsammler, vor allem von Keramik, erwarb er sich bedeutende Kenntnisse. Er verfasste mehrere Standardwerke, die in zahlreiche Sprachen übersetzt wurden.
- Flore des dames : botanique à l’usage des dames et des jeunes personnes P. J. Loss, Paris 1840 (archive.org).
- Mit Edmond Le Blant: Histoire artistique, industrielle et commerciale de la porcelaine. Paris 1862 (archive.org).
- Notices sur les majoliques de l’ancienne collection Campana. Paris 1863.
- Les merveilles de la céramique ou l’art de façonner et decorer les vases en terre cuite, faience, grès et porcelaine depuis les temps antiques jusqu’à nos jours. Paris: Hachette, 1866–1869, 3 Bände (archive.org, archive.org, archive.org).
- L’extrême Orient au Palais de l’Industrie: notices sur les collections de M. H. Cernuschi J. Claye, Paris 1874 (archive.org).
- Histoire de la céramique: étude descriptive et raisonnée des poteries de tous les temps et de tous les peuples. Hachette, Paris 1873.
- Histoire du mobilier: recherches et notes sur les objets d’art qui peuvent composer l’ameublement et les collections de l’homme du monde et du curieux. Hachette, Paris 1876 (archive.org, illustriert mit zahlreichen Kupferstichen seines Sohnes).